# Wonderful (canção de Ja Rule)
"Wonderful" é o primeiro single do álbum R.U.L.E de 2004 do rapper Ja Rule e é considerada a sua canção-assinatura. Com a participação dos cantores Ashanti e R. Kelly. Hype Williams dirigiu o clipe musical. A musica foi também foi incluída no álbum Concrete Rose de Ashanti.

## Formatos e faixas

#### Reino Unido CD1
1. "Wonderful" (Com R. Kelly & Ashanti)
2. "Caught Up" (Com participação de  Lloyd)

#### Reino Unido CD2
1. "Wonderful"  (com R. Kelly e Ashanti)
2. "Livin' It Up" (Com Case)
3. "Always on Time" (Com Ashanti)

## Desempenho

### Posições
| Tabelas musicais (2004-2005)         | Melhor posição |
| ------------------------------------ | -------------- |
| Australian Singles Chart             | 6              |
| Austria Singles Chart                | 47             |
| Danish Singles Chart                 | 13             |
| German Singles Chart                 | 20             |
| Irish Singles Chart                  | 12             |
| Dutch Singles Chart                  | 15             |
| Belgium Ultratop                     | 45             |
| Belgium Ultratip                     | 2              |
| New Zealand Singles Chart            | 6              |
| Swiss Singles Chart                  | 12             |
| UK Singles Chart                     | 1              |
| U.S. Billboard Hot 100               | 5              |
| U.S. Billboard Hot R&B/Hip-Hop Songs | 3              |
| U.S. Billboard Hot Rap Tracks        | 2              |
| U.S. Billboard Pop Songs             | 22             |